# Absurd (musikgrupp)
Absurd är ett tyskt black metal-band med starkt rasistiska influenser (även kallat NSBM, nationalsocialistisk black metal) bildat i Sondershausen i Thüringen, Tyskland 1992.
Bandet Absurd är inte främst känt för sin musik; ett år efter att bandet bildats mördade nämligen bandmedlemmarna en skolkamrat, Sandro Beyer. Själva brottet och medlemmen Hendrik Moebus vurm för nazismen skildras utförligt i boken Lords of Chaos. Till följd av själva mordet satt samtliga medlemmar i gruppen i fängelse mellan 1994 och 1998 (straffet blev fyra års fängelse på grund av bandmedlemmarnas relativt låga ålder - i genomsnitt 16 år). 
Hendrik Moebus lämnade bandet 1999 och har sedan dess samarbetat med flera internationellt kända nynazister (ex. William Pierce från USA författare till böckerna The Turner Diaries och Hunter). Senare samma år lämnade även en andra mördare och originalmedlem bandet då Sebastian Sauschell lämnade bandet.

## Musiken
Absurds musik betecknas oftast som NSBM. Tidigt spelade bandet en råare och primitivare sorts black metal som på senare år, med Wolf på sång, har utvecklats till en mer episk sorts black metal, med starka hedniska/germanska vikingainfluenser.

## Medlemmar
Nuvarande musiker
- Wolf (Ronald Möbus) – basgitarr, sång (1992–1994, 2000–2012, 2019– )
- Unhold (Sven Zimper) – gitarr, trummor, sång (2000–2012, 2019– )
- Gelal Necrosodomy (Alexander Halac) – gitarr (2019– )

Tidigare medlemmar
- Damien Thorn (Udo H.) – gitarr, basgitarr (1992)
- Tormentor – gitarr, basgitarr (2004)
- C.H. Surt (Andreas Kirchener) – basgitarr (1992–1994)
- Jarl Flagg Nidhögg (Hendrik Möbus aka JFN) – trummor (1992–1994, 1998–1999), sång (2017–2019
- Dark Mark Doom (Sebastian Schauseil) – sång, basgitarr, gitarr (1992–1994, 1998–1999)
- Thorns – trummor (2017–2019)
- Ansuz (aka S.) – gitarr (2017–2018)
- Vinzent – gitarr (2017–2018)
- Deimos – sologitarr (2018–2019)

Turnerande medlemmar
- Herr Rabensang (Denis Schoner) – trummor
- Bile (Paul Morgner) – trummor
- Asemit (Jens Fröhlich) – sång
- Ragnare – sång
- Pesten – trummor (2003–2004)
- Deimos – gitarr (2004–2012)
- Sigskald – basgitarr (2008–2012)
- Commando Wolf – basgitarr (2017)

## Diskografi
Demo
- 1992 – God's Death
- 1993 – Sadness
- 1993 – Death from the Forrest
- 1994 – Deep Dark Forest (Live)
- 1994 – Out of the Dungeon
- 1999 – Sonnenritter
- 2019 – Promo 11/2019 A.Y.P.S.
- 2019 – Grimmige Volksmusik Die Folterkammer - Sitzung

Studioalbum
- 1997 – Facta Loquuntur
- 2001 – Werwolfthron
- 2003 – Totenlieder
- 2005 – Blutgericht
- 2008 – Der fünfzehnjährige Krieg

Livealbum
- 2015 – Live & Raw in the North
- 2019 – Live in Suomi Finland Perkele 2008

EP
- 1995 – Thuringian Pagan Madness
- 1998 –Asgardrei
- 2004 – Raubritter
- 2005 – Grimmige Volksmusik
- 2014 – Größer als der Tod

Singlar
- 2005 – "Ein kleiner Vorgeschmack"

Samlingsalbum
- 1996 – God's Death / Sadness
- 2007 – Raubritter / Grimmige Volksmusik
- 2010 – Life Beyond the Grave: 1992-1994

Annat
- 1996 – Totenburg / Die Eiche (delad EP: Absurd / Heidentum)
- 2002 – Wolfskrieger / Galdur Vikodlaks (delad album: Absurd / Pantheon)
- 2008 – Weltenfeind (delad album: Absurd / Grand Belial's Key / Sigrblot)